# 川上直子
川上 直子（かわかみ なおこ、1977年11月16日 - ）は、兵庫県明石市出身の元女子サッカー選手であり、サッカー指導者、タレント。

## 人物
明石市立高丘西小学校で男子児童に混じりサッカーを始める。
TASAKIペルーレFC所属時はミッドフィールダーの選手であったが、代表（なでしこジャパン）でディフェンダー（サイドバック）として起用され、ベレーザ移籍後はディフェンダーとして登録されるようになった。右サイドバックが主戦場になり、オーバーラップでドリブルを仕掛ける際には、相手選手の横を、ボールと通した側とは逆の側を駆け抜ける、いわゆるハーフムーン（または裏街道）を得意技としていた。ニックネームの「ハワイ」は子どものころ、日焼けした姿がハワイアン人形のようだったことに由来している。ただし選手のあいだでは「なおちゃん」とも呼ばれている。
2004年に日テレ・ベレーザに移籍。ベレーザ移籍後はなでしこジャパンなど女子サッカーの特集でテレビ番組などにゲストとして出演することが多くなったため、2006年4月に芸能プロダクションのホリプロに所属してマネージメントを依頼するようになった。
2006年シーズン終了後の12月27日に現役引退を表明。29日に行われた皇后杯全日本女子サッカー選手権大会準決勝・岡山湯郷Belle戦（神戸ユニバー競技場）に後半から出場したもののチームが敗退したことにより、これが最後の試合となった。
2007年から小学生対象のサッカー教室で指導をしながらタレント活動を行っており、JFAコーチライセンス取得を目指している。
同年3月16日放送の日本テレビ系「サッカーアース」にゲスト出演した。
また、2007 FIFA女子ワールドカップ予選プレーオフではニッポン放送の解説を務めた。本大会ではフジテレビのメイン解説を務める。2011 FIFA女子ワールドカップ本大会ではNHKの解説を務めた。
スカイパーフェクTVのJリーグ中継では、主に柏レイソル戦のホームゲームでのレポーターを務めている。
2010年には東京都渋谷区立広尾中学校女子サッカー部監督に就任、中学生年代の指導にも携わっている。
2014年に自営業を営む男性と入籍したことを発表した。

## 選手歴
- 1990年000000　神戸FCレディース
- 1990年途中-2004年　TASAKIペルーレFC
  - 1990年-1993年　明石市立高丘中学校
  - 1993年-1996年　成徳学園高校（現神戸龍谷高等学校）
  - 1996年-2004年　田崎真珠株式会社
- 2005年-2006年　日テレ・ベレーザ

### 個人成績
| 国内大会個人成績 | 国内大会個人成績       | 国内大会個人成績 | 国内大会個人成績       | 国内大会個人成績 | 国内大会個人成績 | 国内大会個人成績 | 国内大会個人成績 | 国内大会個人成績 | 国内大会個人成績 | 国内大会個人成績 | 国内大会個人成績 |
| 年度             | クラブ                 | 背番号           | リーグ                 | リーグ戦         | リーグ戦         | リーグ杯         | リーグ杯         | オープン杯       | オープン杯       | 期間通算         | 期間通算         |
| 年度             | クラブ                 | 背番号           | リーグ                 | 出場             | 得点             | 出場             | 得点             | 出場             | 得点             | 出場             | 得点             |
| 日本             | 日本                   | 日本             | 日本                   | リーグ戦         | リーグ戦         | リーグ杯         | リーグ杯         | 皇后杯           | 皇后杯           | 期間通算         | 期間通算         |
| ---------------- | ---------------------- | ---------------- | ---------------------- | ---------------- | ---------------- | ---------------- | ---------------- | ---------------- | ---------------- | ---------------- | ---------------- |
| 1990             | 田崎真珠神戸レディース | 12               | JLSL                   | 3                | 0                | -                | -                |                  |                  |                  |                  |
| 1991             | 田崎神戸レディース     | 12               | JLSL                   | 18               | 2                | -                | -                |                  |                  |                  |                  |
| 1992             | 田崎神戸レディース     | 12               | JLSL                   | 17               | 3                | -                | -                |                  |                  |                  |                  |
| 1993             | 田崎ペルーレFC         | 10               | JLSLチャレンジリーグ   |                  |                  | -                | -                |                  |                  |                  |                  |
| 1994             | 田崎ペルーレFC         | 12               | JLSLチャレンジリーグ   |                  |                  | -                | -                |                  |                  |                  |                  |
| 1995             | 田崎ペルーレFC         | 8                | L・リーグ              | 15               | 4                | -                | -                |                  |                  |                  |                  |
| 1996             | 田崎ペルーレFC         | 8                | L・リーグ              | 14               | 0                |                  |                  |                  |                  |                  |                  |
| 1997             | 田崎ペルーレFC         | 8                | L・リーグ              | 6                | 1                |                  |                  |                  |                  |                  |                  |
| 1998             | 田崎ペルーレFC         | 8                | L・リーグ              | 18               | 2                |                  |                  |                  |                  |                  |                  |
| 1999             | 田崎ペルーレFC         | 8                | L・リーグ              | 14               | 2                |                  |                  |                  |                  |                  |                  |
| 2000             | 田崎ペルーレFC         | 8                | L・リーグ              | 14               | 3                | -                | -                |                  |                  |                  |                  |
| 2001             | 田崎ペルーレFC         | 8                | L・リーグ              | 13               | 1                | -                | -                |                  |                  |                  |                  |
| 2002             | 田崎ペルーレFC         | 8                | L・リーグ              | 12               | 0                | -                | -                |                  |                  |                  |                  |
| 2003             | 田崎ペルーレFC         | 8                | L・リーグ              | 19               | 3                | -                | -                |                  |                  |                  |                  |
| 2004             | TASAKIペルーレFC       | 8                | L・リーグ1部 (L1)      | 13               | 1                | -                | -                |                  |                  |                  |                  |
| 2005             | 日テレ・ベレーザ       | 22               | L・リーグ1部 (L1)      | 21               | 2                | -                | -                | 5                | 0                | 27               | 0                |
| 2006             | 日テレ・ベレーザ       | 22               | なでしこ ディビジョン1 | 17               | 0                | -                | -                | 1                | 0                | 18               | 0                |
| 通算             | 日本                   | 日本             | 1部                    | 214              | 24               |                  |                  |                  |                  |                  |                  |
| 通算             | 日本                   | 日本             | 2部                    |                  |                  |                  |                  |                  |                  |                  |                  |
| 総通算           |                        |                  |                        |                  |                  |                  |                  |                  |                  |                  |                  |

## タイトル

### クラブ
- 田崎ペルーレFC / TASAKIペルーレFC
  - 日本女子サッカーリーグ: 2回 (2003年、2005年)
  - 皇后杯全日本女子サッカー選手権大会: 3回 (2000年、2003年、2004年)

- 日テレ・ベレーザ
  - 日本女子サッカーリーグ: 1回 (2006年)
  - 皇后杯全日本女子サッカー選手権大会: 1回 (2006年)

### 個人
- 日本女子サッカーリーグ ベストイレブン: 5回 (2000年、2002年、2003年、2004年、2005年)

## 代表歴
- 2001年3月16日 - 日本女子代表初出場 -  チャイニーズタイペイ戦 (国際親善試合)

### 主な出場歴
- 2002年 第14回アジア競技大会（韓国大会）出場
- 2003年 第4回FIFA女子ワールドカップ出場
- 2004年 アテネオリンピック出場
- 2005年 東アジアサッカー選手権出場

### 試合数
| 日本代表 | 国際Aマッチ | 国際Aマッチ |
| 年       | 出場        | 得点        |
| -------- | ----------- | ----------- |
| 2001     | 10          | 0           |
| 2002     | 10          | 0           |
| 2003     | 14          | 0           |
| 2004     | 10          | 0           |
| 2005     | 4           | 0           |
| 通算     | 48          | 0           |

- 出典: なでしこジャパン（日本女子代表）試合別出場記録[5]
- 出典: なでしこジャパン（日本女子代表）選手個人記録（出場試合数ランキング）[6]

### 出場
| #  | 開催日         | 開催地           | 会場                                     | 相手                   | 結果  | 監督     | 大会                    |
| -- | -------------- | ---------------- | ---------------------------------------- | ---------------------- | ----- | -------- | ----------------------- |
| 1  | 2001年03月16日 | 台北             |                                          | チャイニーズタイペイ   | ○2-0  | 池田司信 | 国際親善試合            |
| 2  | 2001年08月03日 | 蔚山             |                                          | 韓国                   | △1-1  | 池田司信 | 極東4ヶ国対抗戦         |
| 3  | 2001年08月08日 | 水原             |                                          | ブラジル               | △1-1  | 池田司信 | 極東4ヶ国対抗戦         |
| 4  | 2001年09月09日 | シカゴ           |                                          | 中国                   | ●0-3  | 池田司信 | ナイキカップ            |
| 5  | 2001年12月04日 | 台北             |                                          | シンガポール           | ○14-0 | 池田司信 | アジア選手権            |
| 6  | 2001年12月08日 | 台北             |                                          | グアム                 | ○11-0 | 池田司信 | アジア選手権            |
| 7  | 2001年12月10日 | 台北             |                                          | 朝鮮民主主義人民共和国 | ●0-1  | 池田司信 | アジア選手権            |
| 8  | 2001年12月12日 | 台北             |                                          | ベトナム               | ○3-1  | 池田司信 | アジア選手権            |
| 9  | 2001年12月14日 | 台北             |                                          | 韓国                   | ○2-1  | 池田司信 | アジア選手権            |
| 10 | 2001年12月16日 | 台北             |                                          | 朝鮮民主主義人民共和国 | ●0-2  | 池田司信 | アジア選手権            |
| 11 | 2002年04月03日 | ポワチエ         |                                          | フランス               | ●0-1  | 池田司信 | 4ヶ国対抗戦             |
| 12 | 2002年04月06日 | ポワチエ         |                                          | オーストラリア         | △1-1  | 池田司信 | 4ヶ国対抗戦             |
| 13 | 2002年08月27日 | 武漢             |                                          | 中国                   | ●0-4  | 上田栄治 | 極東4ヶ国対抗戦         |
| 14 | 2002年08月29日 | 漢口             |                                          | ロシア                 | ●0-1  | 上田栄治 | 極東4ヶ国対抗戦         |
| 15 | 2002年08月31日 | 漢口             |                                          | 韓国                   | △0-0  | 上田栄治 | 極東4ヶ国対抗戦         |
| 16 | 2002年10月02日 | 釜山             |                                          | 朝鮮民主主義人民共和国 | ●0-1  | 上田栄治 | アジア大会              |
| 17 | 2002年10月04日 | 昌原             |                                          | ベトナム               | ○3-0  | 上田栄治 | アジア大会              |
| 18 | 2002年10月07日 | 馬山             |                                          | 韓国                   | ○1-0  | 上田栄治 | アジア大会              |
| 19 | 2002年10月09日 | 昌原             |                                          | 中国                   | △2-2  | 上田栄治 | アジア大会              |
| 20 | 2002年10月11日 | 馬山             |                                          | チャイニーズタイペイ   | ○2-0  | 上田栄治 | アジア大会              |
| 21 | 2003年01月12日 | サンディエゴ     |                                          | アメリカ合衆国         | △0-0  | 上田栄治 | 国際親善試合            |
| 22 | 2003年03月19日 | バンコク         |                                          | タイ                   | ○9-0  | 上田栄治 | 国際親善試合            |
| 23 | 2003年06月09日 | バンコク         |                                          | フィリピン             | ○15-0 | 上田栄治 | アジア選手権            |
| 24 | 2003年06月11日 | バンコク         |                                          | グアム                 | ○7-0  | 上田栄治 | アジア選手権            |
| 25 | 2003年06月13日 | バンコク         |                                          | ミャンマー             | ○7-0  | 上田栄治 | アジア選手権            |
| 26 | 2003年06月15日 | バンコク         |                                          | チャイニーズタイペイ   | ○5-0  | 上田栄治 | アジア選手権            |
| 27 | 2003年06月21日 | バンコク         |                                          | 韓国                   | ●0-1  | 上田栄治 | アジア選手権            |
| 28 | 2003年07月05日 | メキシコシティー |                                          | メキシコ               | △2-2  | 上田栄治 | ワールドカップ予選      |
| 29 | 2003年07月12日 | 東京都           | 国立霞ヶ丘競技場陸上競技場               | メキシコ               | ○2-0  | 上田栄治 | ワールドカップ予選      |
| 30 | 2003年07月22日 | 宮城県           | 仙台スタジアム                           | 韓国                   | ○5-0  | 上田栄治 | 日韓豪3ヶ国対抗国際大会 |
| 31 | 2003年07月27日 | 宮城県           | 仙台スタジアム                           | オーストラリア         | △0-0  | 上田栄治 | 日韓豪3ヶ国対抗国際大会 |
| 32 | 2003年09月21日 | コロンバス       |                                          | アルゼンチン           | ○6-0  | 上田栄治 | ワールドカップ          |
| 33 | 2003年09月25日 | コロンバス       |                                          | ドイツ                 | ●0-3  | 上田栄治 | ワールドカップ          |
| 34 | 2003年09月27日 | フォックスボロ   |                                          | カナダ                 | ●1-3  | 上田栄治 | ワールドカップ          |
| 35 | 2004年04月18日 | 東京都           | 駒沢オリンピック公園総合運動場陸上競技場 | ベトナム               | ○7-0  | 上田栄治 | オリンピック予選        |
| 36 | 2004年04月24日 | 東京都           | 国立霞ヶ丘競技場陸上競技場               | 朝鮮民主主義人民共和国 | ○3-0  | 上田栄治 | オリンピック予選        |
| 37 | 2004年04月26日 | 広島県           | 広島広域公園陸上競技場                   | 中国                   | ●0-1  | 上田栄治 | オリンピック予選        |
| 38 | 2004年06月06日 | ルイビル         |                                          | アメリカ合衆国         | △1-1  | 上田栄治 | 国際親善試合            |
| 39 | 2004年07月30日 | 東京都           | 国立霞ヶ丘競技場陸上競技場               | カナダ                 | ○3-0  | 上田栄治 | 国際親善試合            |
| 40 | 2004年08月06日 | ザイスト         |                                          | オランダ               | ○2-0  | 上田栄治 | 国際親善試合            |
| 41 | 2004年08月11日 | ボロス           |                                          | スウェーデン           | ○1-0  | 上田栄治 | オリンピック            |
| 42 | 2004年08月14日 | アテネ           |                                          | ナイジェリア           | ●0-1  | 上田栄治 | オリンピック            |
| 43 | 2004年08月20日 | テッサロニキ     |                                          | アメリカ合衆国         | ●1-2  | 上田栄治 | オリンピック            |
| 44 | 2004年12月18日 | 東京都           | 国立西が丘サッカー場                     | チャイニーズタイペイ   | ○11-0 | 大橋浩司 | 国際親善試合            |
| 45 | 2005年03月26日 | シドニー         |                                          | オーストラリア         | ○2-0  | 大橋浩司 | 国際親善試合            |
| 46 | 2005年03月29日 | ミランダ         |                                          | オーストラリア         | ●1-2  | 大橋浩司 | 国際親善試合            |
| 47 | 2005年05月21日 | 東京都           | 国立西が丘サッカー場                     | ニュージーランド       | ○6-0  | 大橋浩司 | 国際親善試合            |
| 48 | 2005年05月26日 | モスクワ         |                                          | ロシア                 | ○4-2  | 大橋浩司 | 国際親善試合            |